# Magtudredningen 2.0
|  | Denne artikel omhandler Magtudredningen fra 2022. For den oprindelige magtudredning fra 2003 se Magtudredningen. |
Magtudredningen 2.0 er et forskningsprojekt der er sat i gang på foranledning af Folketinget med henblik på at gennemføre et nyt forskningsprojekt, der ligesom Magtudredningen fra 2003 skal kortlægge det danske demokrati, det politiske system og magtens fordeling i Danmark. Samtlige politiske partier har i et forlig afsæt 41 millioner kroner og fem år til arbejdet.
Formålet med Magtudredningen 2.0 er at opdatere Magtudredningen fra 2003. Den første magtudredning udmundede i ca. 50 bøger og 35 mindre skrifter, men udredningen er blevet kritiseret for at være betydningsløs, fordi den ikke satte politiske spor. Flere har derfor argumenteret for, at udredningen i højere grad skal være magtkritisk. I kommissoriet begrundes opdateringen med den moderne teknologiske og digitale udvikling.
Magtudredningen 2.0 har mandat til at undersøge folkestyrets institutioner og de politiske processer, borgere og organisationers deltagelse i det demokratiske fællesskab og civilsamfundet, samt teknologiens og mediernes udvikling og den demokratiske samtale. Forskningsledelsen har dog mandat til at belyse andre områder, der ikke er dækket af de tre overordnede temaer, men hovedparten af emnerne skal være inden for disse.:2-4 

## Baggrund
Kommissorium for opdatering af magtudredningen blev nedsat som følge af en politisk aftale i september 2022 mellem regeringen Socialdemokratiet, Venstre, Socialistisk Folkeparti, Radikale Venstre, Enhedslisten, Det Konservative Folkeparti, Danmarksdemokraterne, Dansk Folkeparti, Nye Borgerlige, Liberal Alliance, Frie Grønne, Alternativet og Moderaterne. Forliget blev indgået, efter Folketinget i marts 2021 pålagde uddannelses- og forskningsministeren at indkalde Folketingets partier til drøftelse af kommissorium og finansiering. I 2020 havde Dansk Folkeparti stillet et beslutningsforslag om at udarbejde en opdateret udgave af den oprindelige magtudredning, men dette blev i første omgang udskudt som følge af coronaviruspandemien, der udviklede sig i foråret 2020.

## Undersøgelsens politiske mandat
I aftaleteksten, der nedsatte kommissionen, beskriver forligspartierne tre temaer, forskningsprojektet skal dreje sig om. Forskningsledelsen har imidlertid mulighed for selv at definere konkrete forskningsspørgsmål og tage emner op, der ligger ud over de tre angivne temaer.
For det første skal den nye magtudredning folkestyrets institutioner og de politiske processer herunder de grundlæggende rammer for det danske demokrati, de politiske partiers rolle, lovgivningsarbejdet, politisk implementering og mulige udfordringer. Derudover bør forholdet forholdet mellem økonomiske magtstrukturer og politisk magt samt interesseorganisationers og lobbyisters arbejde undersøges. Herudover indebærer temaet et fokus på politik på forskellige niveauer, og forskerne skal derfor både undersøge Danmarks rolle i internationale magtstrukturer og organisationer såsom EU samt lokal- og regionaldemokratiet.
For det andet skal kommissionen kortlægge danskernes deltagelse i det demokratiske fællesskab og civilsamfundet, hvilket blandt andet omfatter tillid og mistillid til politikere og demokratiske institutioner, polarisering, marginalisering, ulighed i demokratisk deltagelse, frivillighed uden for foreningslivet samt nye demokratiske deltagelsesformer såsom borgerting og borgergrupper.
For det tredje skal udredningen dække teknologiens og mediernes udvikling og den demokratiske samtale, mediebilledet har ændret sig siden den sidste magtudredning blev foretaget. Undersøgelsen skal derfor undersøge traditionelle og nye mediers demokratiske rolle og ansvar, vilkårene for disse medier, ulige adgang til disse både som forbruger og debattør, sociale mediers indflydelse på den demokratiske samtale, den generelle tone i debatten og mulige konsekvenser af denne, sociale mediers funktion som nyhedskilder samt risiko for ekkokamre og fake news.

## Organisering
Projektet ledes af en forskningsledelse, der sørger for, at projektet samlet set skal leve op til de politiske målsætninger, Folketinget har udstukket i sit mandat. Ledelsen skal desuden afslutningsvis sammenfatte projektet og undervejs sikre sig, at forskningsbidragene er relevante i praksis, samt at relevante interesser bliver hørt undervejs i forskningsprocessen blandt andet ved at inddrage den nedsatte følgegruppe. Ledelsen har mandat til at bestille arbejde hos andre forskere, der som udgangspunkt vil blive bedt om at bidrage med viden og sammenfattende opsummeringer af de forskningsfelter, de arbejder inden for.:17-18  Da Magtudredningen 2.0' har et væsentligt mindre budget end den første, vil Magtudredningen 2.0 heller ikke bidrage med meget original forskning.:13 

### Forskningsledelsen
Forskningsprojektet ledes af fem anerkendte forskere, som Danmarks Frie Forskningsfond indstiller til Uddannelses- og Forskningsministeren. Først udpegedes professor i statskundskab på Aarhus Universitet, Michael Bang Petersen, som forskningsleder, og dernæst blev de resterende fire udpeget. Ledelsen består derfor foruden Bang Petersen af Anne Binderkrantz, professor i statskundskab, Aarhus Universitet; Lene Holm Pedersen, professor i statskundskab, Københavns Universitet; Nanna Mik-Meyer, professor i sociologi, Copenhagen Business School (CBS); og David Nicolas Hopmann, professor i politisk kommunikation, Syddansk Universitet.
Forskningsledelsen er sammensat, så den består af ekspertise inden for relevante fagområder og videnskabelige metoder. Michael Bang Petersens forskning undersøger politisk tillid, marginalisering og sociale medier. Anne Binderkratz har ekspertise i samspillet mellem politiske beslutningstagere og det omgivende samfund herunder erhvervslivet. Lene Holm Petersen forsker i offentlig forvaltning og de vilkår, som politikere og embedsmænd arbejder under. Som den eneste sociolog i forskningsledelsen er Nanna Mik-Meyer ekspert i marginaliseringsprocesser, mindre synlige magtformer og kvalitative metoder. David Nicolas Hopmanns forskning belyser det forandrede medielandskab og samspillet mellem medier, politik og borgere.
Konkret består ledelsen opgave i kollektivt at definere målsætningerne med udgangspunkt det politiske mandat. I et udkast til en projektplan beskriver ledelsen over for følgegruppen, hvordan der er defineret 15 forskningstemaer, som hver har én eller to fra ledelsen tilknyttet som ansvarlig. Ansvaret for et forskningstema indebærer, at forskeren formulerer konkrete underspørgsmål, der enten besvares i sammenfattende tekster revireret fra andre forskere eller besvares med original forskning, som forskningslederen selv gennemfører eller bestiller udefra. Ansvaret indebærer også facilitering af bogserien inden for det specifikke forskningstema.:17-18 

### Følgegruppen
Sideløbende med forskningsprojektet vil en følgegruppe sammensat af repræsentanter fra blandt andet Folketingets partier, erhvervsorganisationer og fagbevægelsen løbende holde sig orienteret om arbejdet og være en del af formidlingen af forskningsresultaterne. En af årsagerne til at nedsætte følgegruppen er, at man fra politisk side gerne vil kunne agere undervejs og ikke vente fem år, inden resultaterne ligger klar. Denne politiske konstruktion er imidlertid blevet kritiseret for at ville intimidere det uafhængige forskningsarbejde, da de magtfulde danskere, der sidder i denne gruppe, ifølge en række forskere kan presse forskningen, som derfor mister sin troværdighed.
Følgegruppen blev annonceret i august 2023 og består af 32 medlemmer. Folketingets formand, Søren Gade, skal lede gruppen. 9 af medlemmerne er udpeget af forskellige interesser såsom Danske Regioner, Dansk Industri, Dansk Journalistforbund og Dansk Folkeoplysnings Samråd. 2 medlemmer er udpeget direkte af kommissorieteksten. 7 er udpeget af Uddannelses- og Forskningsministeren, hvoraf 4 er udpeget på i deres personlige egenskab uden direkte at repræsentere en organisation. De resterende 14 medlemmer er udpeget fra hvert af partierne repræsenteret i Folketinget.
| Repræsentant | Repræsenterer                       | Titel                                                               | Indstillet af                           |
| --- | ----------------------------------- | ------------------------------------------------------------------- | --------------------------------------- |
| Søren Gade | Folketinget                         | Formand for Folketinget                                             | Bestemt som følge af kommissorieteksten |
| Adam Wolf | Det regionale niveau                | Adm. direktør, Danske Regioner                                      | Danske Regioner                         |
| Kristian Vendelbo | Det kommunale niveau                | Adm. direktør, KL                                                   | Kommunernes Landsforening               |
| Lykke Friis | EU-niveauet                         | Direktør, Tænketanken EUROPA                                        | Uddannelses- og forskningsministeren    |
| Morten Høyer | Erhvervsorganisationerne            | Direktør for public affairs og kommunikation, Dansk Industri        | Dansk Industri                          |
| Morten Langager | Erhvervsorganisationerne            | Direktør, Dansk Erhverv                                             | Dansk Erhverv                           |
| Nicolas Johansen | Fagbevægelsen                       | Teamchef, Fagbevægelsens Hovedorganisation                          | Fagbevægelsens Hovedorganisation        |
| Sara Vergo | Fagbevægelsen                       | Formand, Djøf                                                       | Akademikerne                            |
| Lisbeth Knudsen | Demokratikommissionen               | Journalist og formand for Demokratikommissionen                     | Bestemt som følge af kommissorieteksten |
| Christine Ravn Lund | DUF – Dansk Ungdoms Fællesråd       | Forkvinde, Dansk Ungdoms Fællesråd                                  | Dansk Ungdoms Fællesråd                 |
| Allan Boye Thulstrup | Dansk Journalistforbund             | Næstformand, Dansk Journalistforbund                                | Dansk Journalistforbund                 |
| Jakob Nielsen | Mediebranchen                       | Chefredaktør, Altinget                                              | Uddannelses- og forskningsministeren    |
| Kira West | Civilsamfundsorganisationerne       | Formand, Rådet for Socialt Udsatte                                  | Uddannelses- og forskningsministeren    |
| Per Paludan Hansen | Folkeoplysningsorganisationerne     | Formand, Dansk Folkeoplysnings Samråd                               | Dansk Folkeoplysnings Samråd            |
| Martin Ruby | Udpeget i deres personlige egenskab | Politisk chef, Meta Norden                                          | Uddannelses- og forskningsministeren    |
| Emma Holten | Udpeget i deres personlige egenskab | Selvstændig konsulent og foredragsholder                            | Uddannelses- og forskningsministeren    |
| Olav Hesseldahl | Udpeget i deres personlige egenskab | Direktør, Det Politiske Akademi, næstformand, Foreningen Folkemødet | Uddannelses- og forskningsministeren    |
| Sarah Steinitz | Udpeget i deres personlige egenskab | Partner, Analyse og Tal                                             | Uddannelses- og forskningsministeren    |
| Rasmus Stoklund | Folketinget                         | Medlem af Folketinget for Socialdemokratiet                         | Socialdemokratiet                       |
| Jan E. Jørgensen | Folketinget                         | Medlem af Folketinget for Venstre                                   | Venstre                                 |
| Jeppe Søe | Folketinget                         | Medlem af Folketinget for Moderaterne                               | Moderaterne                             |
| Karsten Hønge | Folketinget                         | Medlem af Folketinget for Socialistisk Folkeparti                   | Socialistisk Folkeparti                 |
| Jens-Henrik Thulesen Dahl | Folketinget                         | Medlem af Folketinget for Danmarksdemokraterne                      | Danmarksdemokraterne                    |
| Henrik Dahl | Folketinget                         | Medlem af Folketinget for Liberal Alliance                          | Liberal Alliance                        |
| Mai Mercado | Folketinget                         | Medlem af Folketinget for Det Konservative Folkeparti               | Det Konservative Folkeparti             |
| Rosa Lund | Folketinget                         | Medlem af Folketinget for Enhedslisten                              | Enhedslisten                            |
| Stinus Lindgreen | Folketinget                         | Medlem af Folketinget for Det Radikale Venstre                      | Det Radikale Venstre                    |
| Alex Ahrendtsen | Folketinget                         | Medlem af Folketinget for Dansk Folkeparti                          | Dansk Folkeparti                        |
| Christina Olumeko | Folketinget                         | Medlem af Folketinget for Alternativet                              | Alternativet                            |
| Kim Edberg Andersen | Folketinget                         | Medlem af Folketinget for Nye Borgerlige                            | Nye Borgerlige                          |
| Aaja Chemnitz | Folketinget                         | Medlem af Folketinget for Inuit Ataqatigiit                         | Inuit Ataqatigiit                       |
| Anna Falkenberg | Folketinget                         | Medlem af Folketinget for Sambandsflokkurin                         | Sambandsflokkurin                       |
| Note: Partierne Siumut og Javnaðarflokkurin har ikke ønsket at deltage. Formanden for Folketinget, Søren Gade, og formanden for Demokratikommissionen, Lisbeth Knudsen, er de facto udpeget af forligspartierne, da deres medlemskab af følgegruppen er bestemt direkte af kommissorieteksten. |                                     |                                                                     |                                         |

## Fodnoter
1. ↑  Den politiske beslutning nedsatte kommissionen under navnet Kommissorium for opdatering af magtudredningen. Forskningsprojektet kendes populært under navnet Magtudredningen 2.0.